# Sopron Basket
Sopron Basket is een damesbasketbalteam uit Sopron, Hongarije welke speelt in de NB I/A. De club werd opgericht in 1921.

## Geschiedenis
De club werd opgericht in 1921 als onderdeel van omnisportvereniging Soproni VSE. Ze spelen hun thuiswedstrijden in de Aréna Sopron. Ze spelen sinds 1986 op het hoogste niveau van Hongarije. In 1998 won Sopron de Ronchetti Cup door in de finale te winnen van ASPTT Aix-en-Provence uit Frankrijk. Ze wonnen over twee wedstrijden met een totaalscore van 140-137. In 2018 haalde Sopron de finale van de EuroLeague Women. Ze verloren van UMMC Jekaterinenburg uit Rusland met 53-72. Sopron werd veertien keer Landskampioen van Hongarije en werd tien keer Bekerwinnaar van Hongarije. In 2022 stond Sopron weer in de finale van de EuroLeague Women. Ze wonnen van Fenerbahçe Safiport uit Turkije met 60-55.

## Erelijst
- Landskampioen Hongarije: 14
  - Winnaar: 1993, 1999, 2002, 2007, 2008, 2009, 2011, 2013, 2015, 2016, 2017, 2018, 2019, 2021
  - Tweede: 1998, 2000, 2001, 2005, 2006, 2010, 2012
  - Derde: 2003, 2004, 2014

- Bekerwinnaar Hongarije: 10
  - Winnaar: 2007, 2008, 2011, 2012, 2013, 2015, 2017, 2019, 2020, 2021
  - Runner-up: 1998, 1999, 2004, 2006, 2009, 2010, 2014, 2016, 2018

- EuroLeague Women: 1
  - Winnaar: 2022
  - Runner-up: 2018

- FIBA Europe SuperCup Women:
  - Runner-up: 2022

- Ronchetti Cup: 1
  - Winnaar: 1998

## Bekende (oud)-spelers
- Albena Branzova
- - Glory Johnson
- Oleksandra Koerasova
- Crystal Langhorne
- Kayla McBride
- Angel McCoughtry
- Jelena Milovanović
- Kristi Toliver
- Oksana Zakaljoechnaja

## Bekende (oud)-coaches
- Norbert Székely (2010-2013)
- Igor Polenek (2013-2014)
- Roberto Íñiguez (2017-2019)
- David Gaspar (2019-heden)

## Sponsor namen
- 1986–1993: Soproni VSE
- 1993–2002: GYSEV-Sopron
- 2002–2004: Orsi-Sopron
- 2004–2011: MKB-Euroleasing Sopron
- 2011–2015: Uniqa-Euroleasing Sopron
- 2015–2017: Uniqa Sopron
- 2017–heden: Sopron Basket